# Athina Dimitriadis
Athina Dimitriadis (griechisch Αθηνά Δημητριάδου; * 26. Juni 2000 in Kavala) ist eine deutsch-griechische Volleyballspielerin.

## Leben
Athina Dimitriadis kam in der griechischen Hafenstadt Kavala zur Welt und besuchte in Deutschland das Schul- und Leistungssportzentrum Berlin, wo sie ihr Abitur machte. Danach ging sie zum Studieren in die USA und besuchte dort die Hofstra University, die Florida International University und die University of New Mexico.

## Karriere
Im Alter von zwölf Jahren begann Athina Dimitriadis mit dem Volleyball. Nachdem sie jeweils eine Saison für den VC Olympia Berlin II in der Dritten Liga und für den VC Olympia Schwerin in der 2. Bundesliga gespielt hatte, wurde sie zur Saison 2018/19 Teil des Erstligaprojektes vom VC Olympia Berlin. Ihr Debüt in der Bundesliga gab sie bei der 1:3-Niederlage gegen Schwarz-Weiss Erfurt im zweiten Saisonspiel. Mit nur zwei Punkten aus 22 Spielen beendete das Nachwuchsteam um Athina Dimitriadis die Saison auf dem zwölften und letzten Platz. In Folge ihres Studiums spielte sie in den USA zwei Jahre für Hofstra Pride sowie jeweils ein Jahr für die FIU Panthers und die New Mexico Lobos in NCAA Division I Volleyball. In ihrer Zeit bei den FIU Panthers war sie zudem im Beachvolleyball aktiv.
Nach ihrem Studium ging sie nach Griechenland und schloss sich dort dem Erstligisten AO Thiras Santorini an.